# Hilary Okeke
Hilary Paul Odili Okeke (ur. 21 stycznia 1947 w Utuh) – nigeryjski duchowny rzymskokatolicki, w latach 2002–2021 biskup Nnewi.

## Życiorys
Święcenia kapłańskie przyjął 20 kwietnia 1974 i został inkardynowany do archidiecezji Onitsha. Po stażu duszpasterskim w Ogbaru został sekretarzem, a następnie przewodniczącym Towarzystwa Kanonistów Nigerii. Był także oficjałem sądu kościelnego, wikariuszem biskupim ds. duchowieństwa, a także wikariuszem generalnym archidiecezji.

### Episkopat
21 listopada 2001 papież Jan Paweł II mianował go pierwszym biskupem nowo utworzonej diecezji Nnewi. Sakry biskupiej udzielił mu 10 lutego 2002 abp Osvaldo Padilla, ówczesny nuncjusz apostolski w Nigerii. 9 listopada 2021 papież przyjął jego rezygnację z pełnionego urzędu. 